# Anita Björk
Anita Barbro Kristina Björk (Tällberg, 25 de abril de 1923 – Estocolmo, 24 de outubro de 2012) foi uma atriz sueca.

## Vida
Ela nasceu em Tällberg, Dalarna e frequentou Dramatens elevskola (a escola de atuação do The Royal Dramatic Theatre) de 1942 a 1945. Ela foi uma protagonista do teatro sueco por muitos anos e trabalhou no palco nacional Dramaten de 1945 em diante e interpretou mais de 100 papéis ao longo dos anos (o que a torna uma das maiores atrizes de Dramaten).
Anita Björk desempenhou papéis principais no cinema em vários gêneros, incluindo thrillers e dramas de mistério do crime, como Det kom en gäst (1947), Moln över Hellesta (1956), Damen i svart (1958), Mannekäng i rött (1958) e Tärningen är kastad (1960). Seu papel mais famoso foi provavelmente o papel-título na adaptação para o cinema de Alf Sjöberg de Miss Julie (1951), de Strindberg, que ganhou o grande prêmio no Festival de Cinema de Cannes.
Na entrevista do livro Hitchcock / Truffaut (Simon e Schuster, 1967), Hitchcock disse que contratou Björk como protagonista feminina de I Confess em 1952, depois de vê-la em Miss Julie. No entanto, quando Björk chegou a Hollywood com seu amante Stig Dagerman e seu bebê, Jack L. Warner, o chefe da Warner Brothers insistiu que Hitchcock deveria encontrar outra atriz.
Ela foi casada com Olof Bergström (1945–1951) e com Stig Dagerman (de 1953). Após a morte de Dagerman em 1954, ela teve um relacionamento com o autor Graham Greene.
Em 2009, ela atuou na peça de AR Gurney, Kärleksbrev (Love Letters) em Dramaten, ao lado de Jan-Olof Strandberg (Lilla scenen; março-abril de 2009).
Björk morreu em 24 de outubro de 2012 com 89 anos de idade.

## Filmografia parcial
- 1942: Himlaspelet (também conhecido como The Heavenly Play / The Road to Heaven) - Anna Jesper
- 1944: Räkna de lyckliga stunderna blott - Lilian Lind
- 1946: 100 dragspel och en flicka - Elsa Borell
- 1947: Ingen väg tillbaka - Evelyn
- 1947: Kvinna utan ansikte (também conhecida como Mulher Sem Rosto) - Frida Grande
- 1947: Det kom en gäst - Siv
- 1948: På dessa skuldror - Birgit Larsson
- 1949: Människors rike - Birgit Maria Larsson
- 1950: Kvartetten som sprängdes (também conhecido como The Quartet That Split Up) - Maj Andersson
- 1951: Fröken Julie (também conhecida como Miss Julie) - Miss Julie
- 1952: Kvinnors väntan - Rakel
- 1952: Han glömde henne aldrig - Karin Engström
- 1954: Night People - 'Hoffy' Hoffmeier
- 1954: The Witch
- 1955: Giftas (também conhecido como Of Love and Lust) - Helene
- 1955: Hamlet (filme para TV) - Ofelia, hans dotter
- 1955: O Cornet - Gräfin von Zathmar
- 1956: Moln över Hellesta (também conhecido como Moon Over Hellesta) - Margareta Snellman
- 1956: Sången om den eldröda blomman - Kyllikki Malm
- 1957: Gäst i eget hus - Eva Dahl
- 1958: Damen i svart - Inger von Schilden
- 1958: Körkarlen (também conhecido como The Phantom Carriage) - Sra. Holm
- 1958: Mannekäng i rött (também conhecido como Mannequin in Red) - Birgitta Lindell
- 1960: Tärningen är kastad - Rebecca Striid
- 1960: Goda vänner, trogna grannar - Sra. Yvonne Frejer
- 1961: Praça da Violência - Sophia
- 1962: Vita frun - Helen G: filho Lundberg
- 1963: Misantropen (filme para TV) - Célimène
- 1964: Älskande par (também conhecido como Loving Couples) - Petra von Pahlen
- 1966: Utro
- 1967: Tofflan - Erna Alm
- 1968: Komedi i Hägerskog - Narcissa
- 1969: Ådalen 31 (também conhecido como Adalen 31 / Adalen Riots) - Hedvig, Annas mor
- 1978: Tribadernas natt (Filme para TV) - Siri von Essen
- 1979: Arven - Märta Skaug
- 1981: The Witch Hunt - Ingeborg Eriksdotter Jaatun
- 1986: Amorosa - Arvida
- 1989: Flickan vid stenbänken (série de TV) - Amalia
- 1992: Markisinnan de Sade (Filme para TV, Ingmar Bergman) - Madame de Montreuil
- 1992: Den goda viljan (também conhecido como Best Intentions) (script: Ingmar Bergman) - Drottning Victoria
- 1993: Snoken (série de TV) - Harriet Lindholm
- 1996: Enskilda samtal (Filme para TV; Ingmar Bergman ) - Karin Åkerblom
- 1997: Larmar och gör sig till (também conhecido como In the Presence of a Clown) (Filme para TV, Ingmar Bergman ) - Anna Åkerblom
- 1998: Sanna ögonblick - Karin
- 2000: Bildmakarna (também conhecido como The Image Makers) (filme para TV, Ingmar Bergman) - Selma Lagerlöf (papel final no filme)